# Дерсім (вілаєт)
Вілаєт Дерсім або Хозатський вілаєт (осман. ولايت درسم) — вілаєт Османської імперії, що розташовувався на сході Малої Азії (у верхів'ях річок Євфрат, Мурат та Карасу). Утворений 1875 року з частини Ерзурумського вілаєту. 1886 року приєднано до вілаєту Мамурет-уль-Азіз.

## Історія
У XIV цей регіон входив до складу бейлика Еретна. У 1398 році став частиною Османської держави. після чого став частиною Румського, а потім Діярбекірського бейлербейства у кази санджаку Чемішгезек. У XIX ст. входив до Ерзурумського еялету. Незважаючи на формальне підпорядкування і визнання верховної влади Стамбула, Дерсім продовжував залишатися одним з осередків курдського опору османському пануванню. Виявилися безуспішними спроби султанських військ зробити Дерсым опорним пунктом на підступах до Російської імперії. У 1875 році оголошено про утворення окремого вілаєту Дерсім з адміністративним центрмо у місті Хозат.
Після Кримської війни уряд знову намагався підкорити курдів Дерсіма. Виснажені війною османські війська не змогли підкорити весь регіон: Османська імперія змогла лише поставити своє правління в раніше завойованих районах. Курдські беї, щоб уникнути нового кровопролиття, формально визнали в цих районах османське панування.
У 1876—1878 роках відбувалися постійні сутички через намагання ерзурумського валі Сахім-паши підкорити центральний Дерсім. Зрештою у 1879 році курди номінально визщнали владу османського султана. Для зміцнення своєї влади та поліпшення керування у 1879 році було дерсім поділено на санджаки.
Протягом усього існування цієї провінції османські чиновники робили спробити остаточно приборкати курдів. Для цього намагалися внесли розбрад між ними та місцевими вірменами. У кожному з центрів санджаку стояла турецька залога, оскільки курдські беї продовжували здійснювали набіги. У 1886 році вілаєт Дерсім було доєднано до вілаєту Мамурет-уль-Азіз в якості санджака.

## Структура
Вілаєт складався з 6 санджаків: Хозат, Чемішгезек, Пері, Мазкірт, Пулур та Назіміє. Ними керували каймаками з числа курдських беїв.

## Населення
Основу населення складали курди, частково вірмени, турки були лише вояками та чиновниками. За одними джерелами на 1850 рік жителів Дерсіма — курдів і вірмен разом узятих було близько 64 тисяч, а за іншими — лише курдів нараховували 140 тис. осіб. У 1878 році Константинопольський патріархат вірменської Апостольської церкви повідомляв, що в вілаєті мешкає близько 1 млн. 900 тис. осіб, з яких 1 млн 56 тис. є вірменами, 450 тис. — курдами, 320 тис. — турками і туркоманами. Втім ймовірно чисельність вірмен значно завищена. Сильна розбіжність в даних пояснюється тим, що жителі під час перепису населення не допускали османських офіційних осіб, а самі давали неправильні відомості, щоб уникнути податків і повинностей. Владі не було відомо навіть точна кількість сільських дерсімських курдів.
Курди належали до алевітів, а вірмени — до Апостольської церкви.